# 昼神温泉

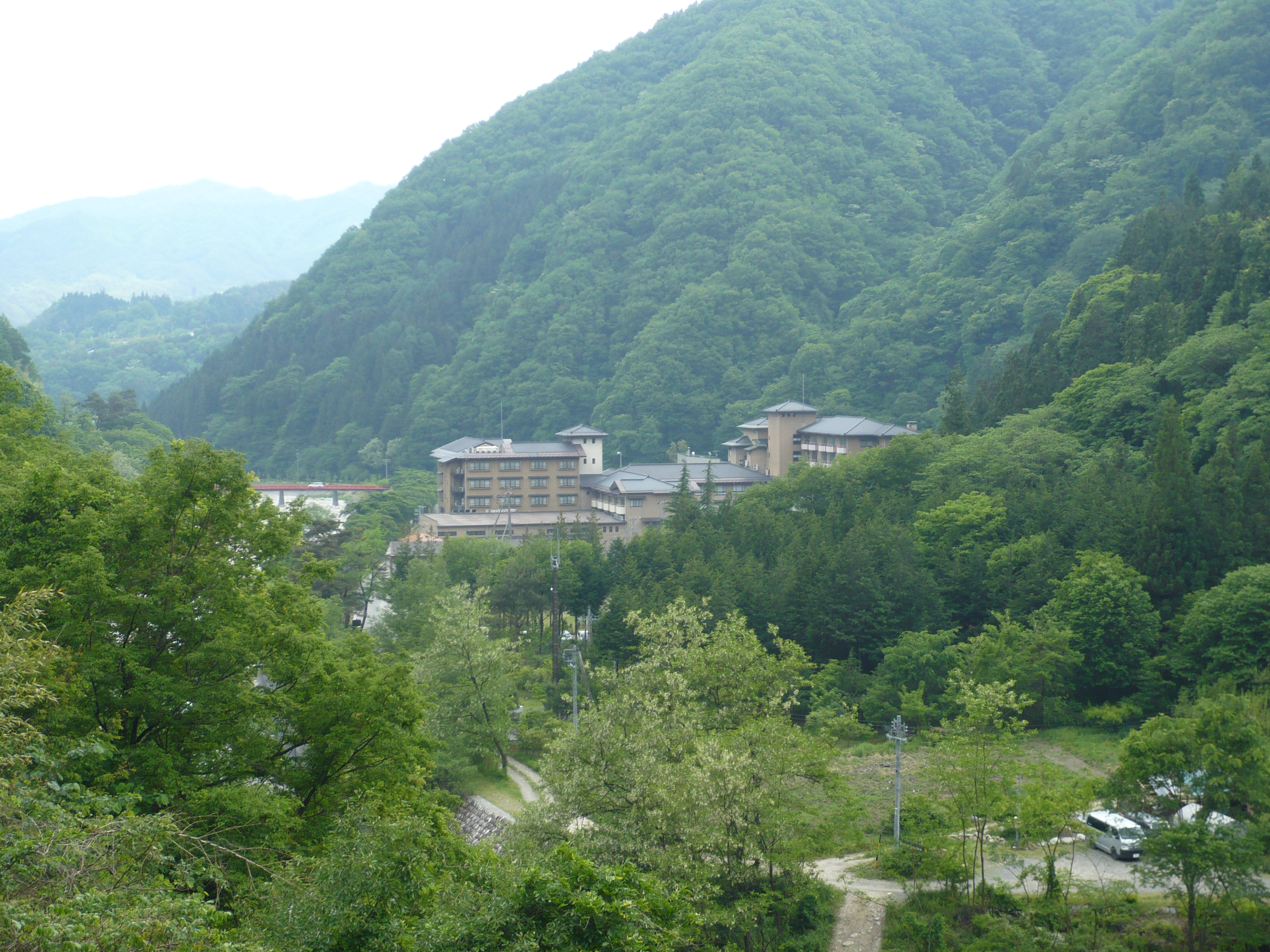
昼神温泉遠景

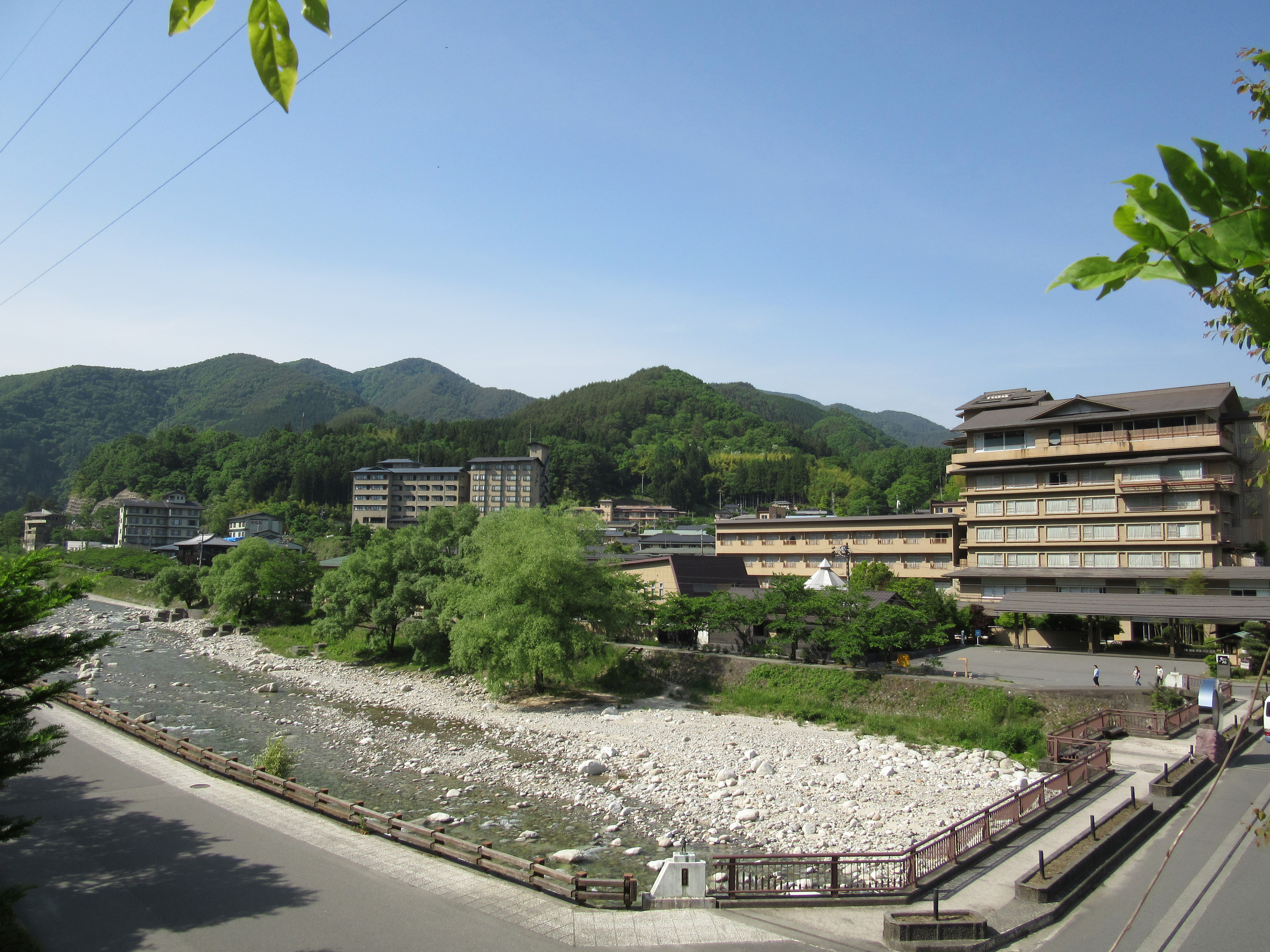
昼神温泉街

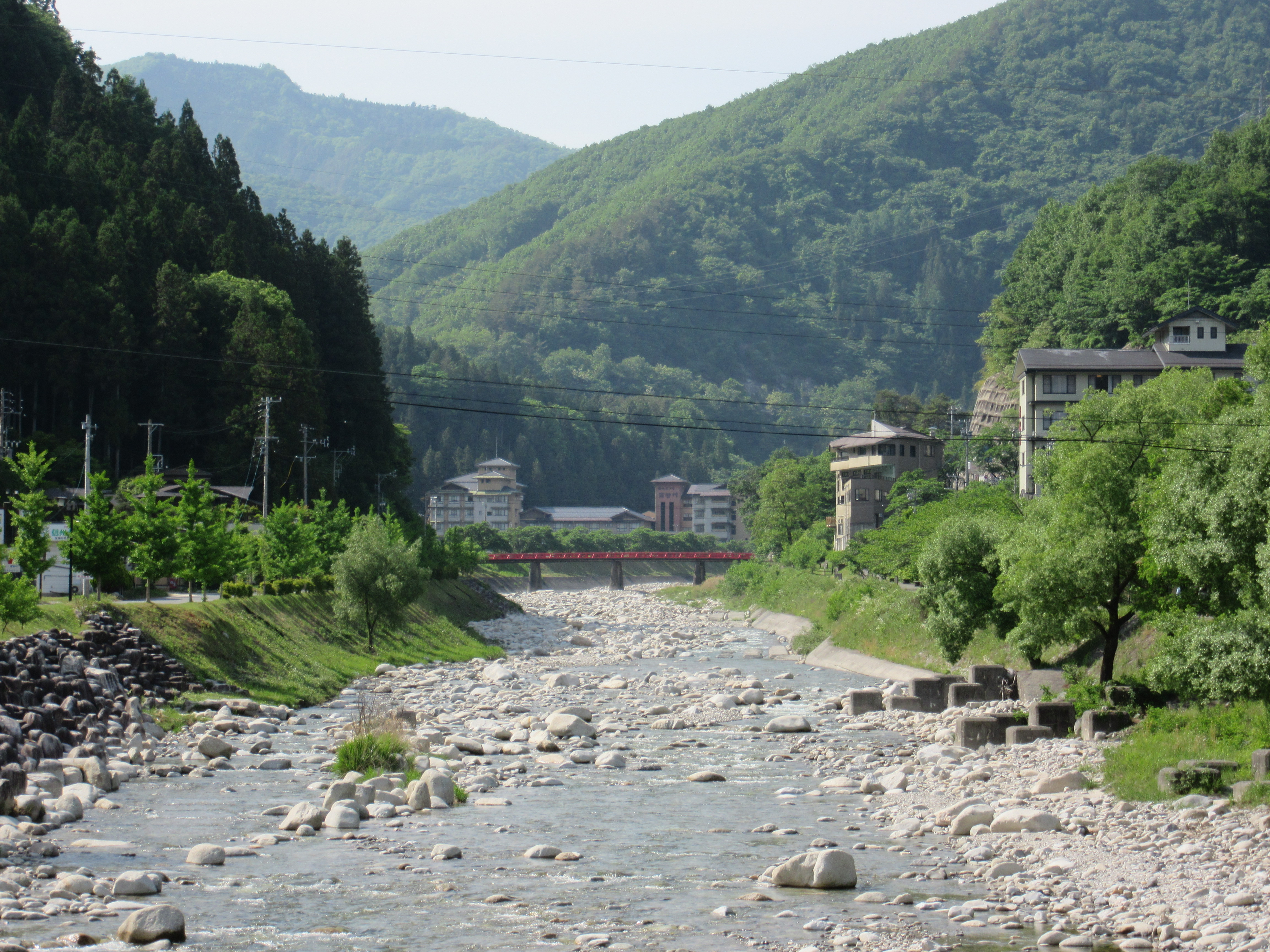
昼神温泉中央部を流れる阿智川

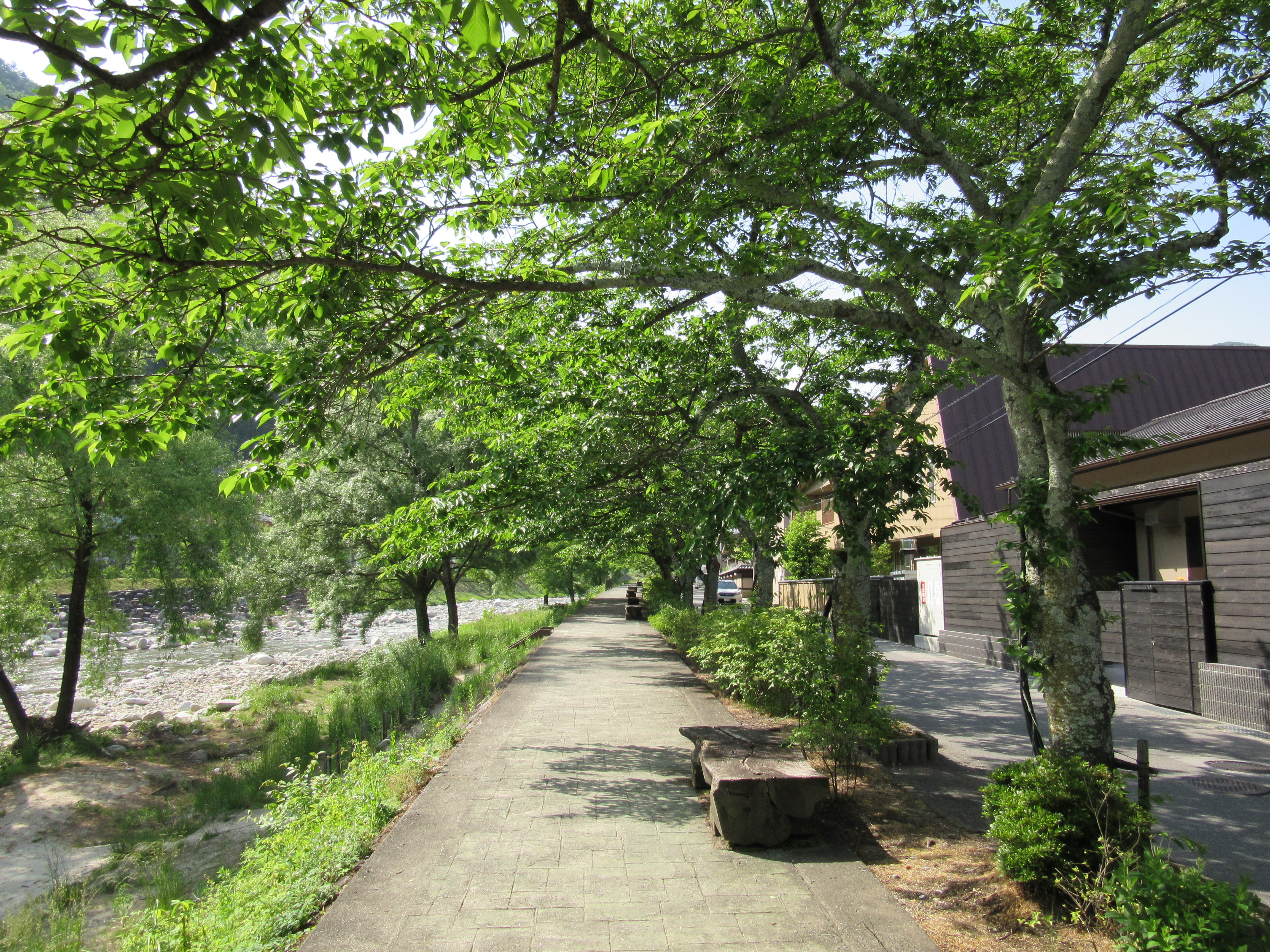
昼神温泉、阿智川河畔の並木道

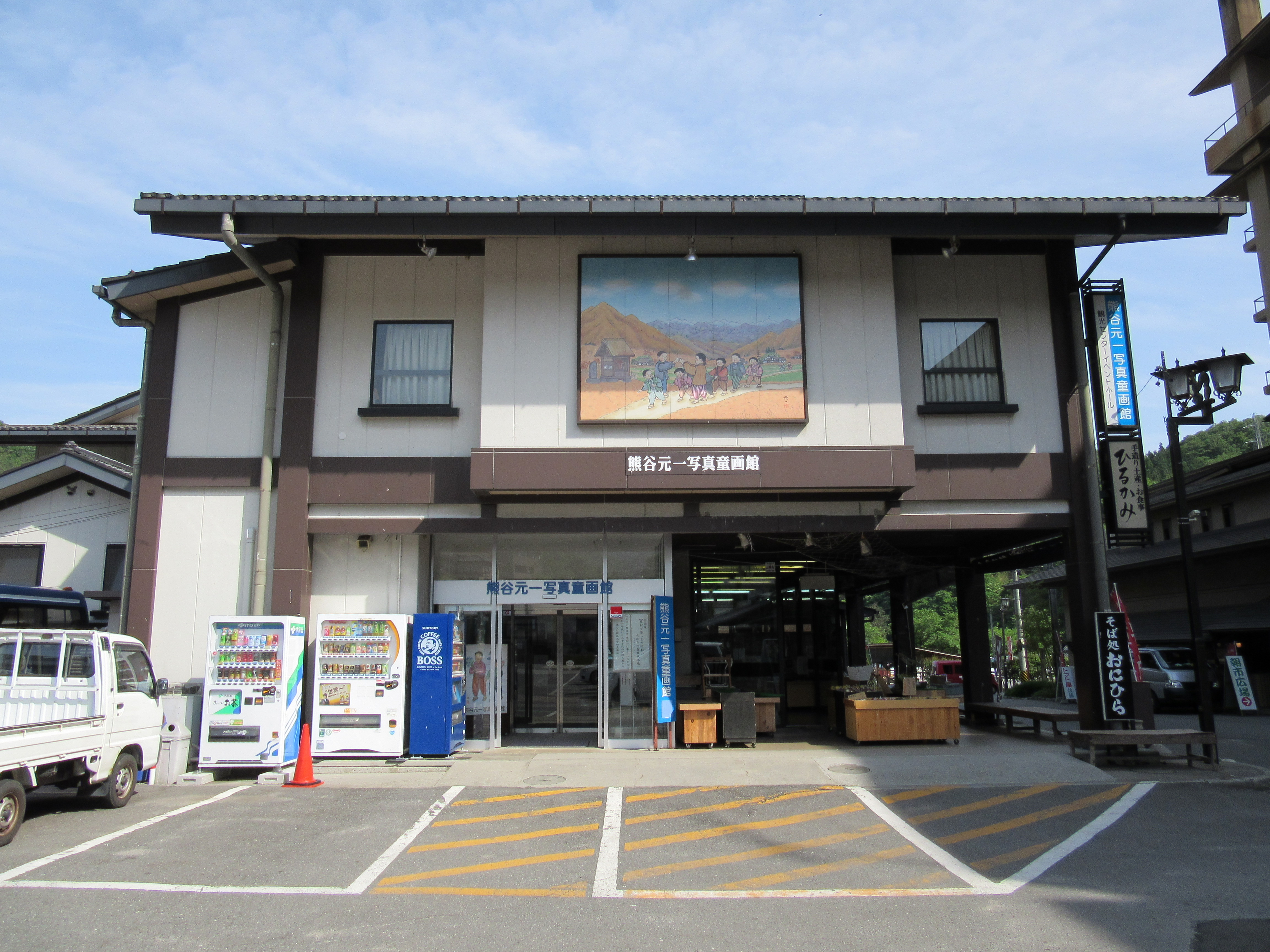
熊谷元一写真童画館

昼神温泉（ひるがみおんせん）は、長野県下伊那郡阿智村付近で、国鉄中津川線を建設しようとトンネル工事をして掘り当てた温泉である。それ以前にも温泉が有ったとの伝説は残るものの、定かではない。

## 源泉井
2020年（令和2年）現在、昼神温泉では複数の源泉井から温泉水を得ている。これらの源泉井は、いずれも昼神断層の北側、阿知川の右岸に位置している。また、源泉井でのpHは、いずれもpH 9を上回っている。
| 源泉    | 深度 (m) | 泉温 (℃) | 湧出量 (l/min) | 掘削年月日     |
| ------- | -------- | -------- | -------------- | -------------- |
| 第1号井 | 40.2     | 32.5     | 200            | 1973年11月28日 |
| 第2号井 | 71       | 41.9     | 400            | 1977年11月27日 |
| 第3号井 | 150      | 39.0     | 80             | 1986年7月10日  |
| 第4号井 | 800      | 44.0     | 450            | 1991年12月28日 |
| 第5号井 | 1200     | 54       |                | 2007年         |

これらの中で、2020年（令和2年）現在、主力の源泉として利用しているのは、第4号井と第5号井である。

## 泉質
アルカリ性単純硫黄泉であり、その湧出地点でのpHは9.7であった。
なお、一般に日本列島の花崗岩質の深い場所を掘削して得られる温泉水は、アルカリ性単純泉が多く、昼神温泉の泉質の場合も、この一般例に該当する。

## 温泉地
昼神温泉の温泉街のある付近は、かつてはタバコを盛んに栽培していた地域であった。しかし、中津川線の工事によって1973年（昭和48年）に温泉を掘り当ててから、急速に温泉街が発達していった、歴史の新しい温泉地である。なお、ここに最初の宿泊施設が開業したのは1975年（昭和50年）であった。
そして、その後も、複数の宿泊施設が開業していった。これは温泉を掘り当てた当時から、中京圏から中央自動車道と直結されていたため、アクセスに優れていた事などが要因とされる。この結果、宿泊施設は20軒以上を数え、温泉街の規模は長野県南部では随一に広がった。なお、阿智村の条例で、ネオンサイン類やバー、風俗店など公序良俗に反する施設の出店を厳しく取り締まっているため、規模の割に長閑な光景が見られる点も特徴である。

### 温泉施設
- 「昼神温泉 ホテル はなや」
- 湯元ホテル「阿智川」- 露天風呂に中津川線のトンネル工事の際に掘られた洞窟が残る。
- 石苔亭「いしだ」
- 湯多利の里「伊那華」
- 「吉弥」
- 日長庵「桂月」
- 「恵山」
- 信州公共の宿「鶴巻荘」
- 昼神グランドホテル「天心」
- 「ひるがみの森」
- 「みさか」
- 「むらさわ」
- 「薬師館」
- 保養センター「尾張あさひ苑」
- 阿智の里　ひるがみ（旧　国民年金健康保養センター「ひるがみ」）
- 飯伊森林組合「昼神荘」
- ユルイの宿 恵山

### 足湯（無料）
- 「ふれあいの湯」
- 「あひるの湯」

### 温泉水プール
2020年（令和2年）現在、昼神温泉には温泉水を利用した公共の温水プールも存在する。

### 朝市
昼神温泉郷の中心部に「朝市広場」が設置され、午前6時頃から営業している。長野県南部では昆虫食を行ってきた伝統を有し、いなごの佃煮も販売している。また、阿智村で収穫された野菜や、その加工品のコンニャクや漬物なども販売している。

### 周辺
- 阿智神社
- 園原
- 信濃比叡
- 花桃の里
- 花桃の里 月川温泉郷
- 日本一星空の里
- 恵那山
- 富士見台高原
- 神坂峠
- 神坂神社
- 安布知神社
- ヘブンスそのはらSNOW WORLD

## アクセス

### 車
中央自動車道の飯田山本IC及び園原ICより約10分（園原ICは名古屋方面のみ利用可能）。

### 鉄道
JR飯田線の飯田駅より信南交通バス（広域駒場線）で約30分。平日4往復、土休日2往復が運行されている。

### 高速バス
中央道高速バスの駒場バス停／中央道昼神温泉バス停（両者は阿智PAに併設されている同一地点のバス停で、運行会社によりバス停名称が異なる）より車で約10分。名古屋―飯田線の一部は昼神温泉郷経由の便もある。

## 歴史
昼神は旧官道東山道の道筋で、延喜式内社「阿智神社」の鎮座地であり、古来より知恵の神「思兼命」とその氏族が入植した地域である。数キロメートル先に東山道の阿知駅の推定地駒場集落がある。
温泉地としては一般には1973年、トンネル掘鑿によって発見された歴史の浅い温泉と認識されている。だが、だいたい江戸時代中期にあたる250年前頃に、この一帯で温泉が湧出したという記述がある。但し、当該温泉と合致するかは不詳。この温泉は後の災害（土砂崩れ）によって埋没し、所在不明になっていたという。
- 1711年（正徳元年）『湯屋権現』の記載あり[5]。
- 1740年（元文5年）宮崎言周が記した『信州伊奈郡村鑑』に温泉湧き出し、近郷の人湯治するとあり。
- 1973年（昭和48年）
  - 1月14日 - 国鉄中津川線建設工事のトンネル掘削のボーリング調査中に、昼神湯ノ瀬地区で温泉が湧出[4]。
  - 11月9日 - 湯の洞地籍において試掘開始。
  - 11月28日 - 掘削深度40.2 mにて、泉温32.5 ℃の温泉が、毎分200リットルの湯量で湧出。
- 1975年（昭和50年）6月23日 - 温泉開発のため阿智開発公社を設立。
- 1976年（昭和51年）2月20日 - 村営保養センター「鶴巻荘」を設置。
- 1988年（昭和63年）3月30日 - 昼神温泉観光センターを設置。